# Palacio de Slavkov

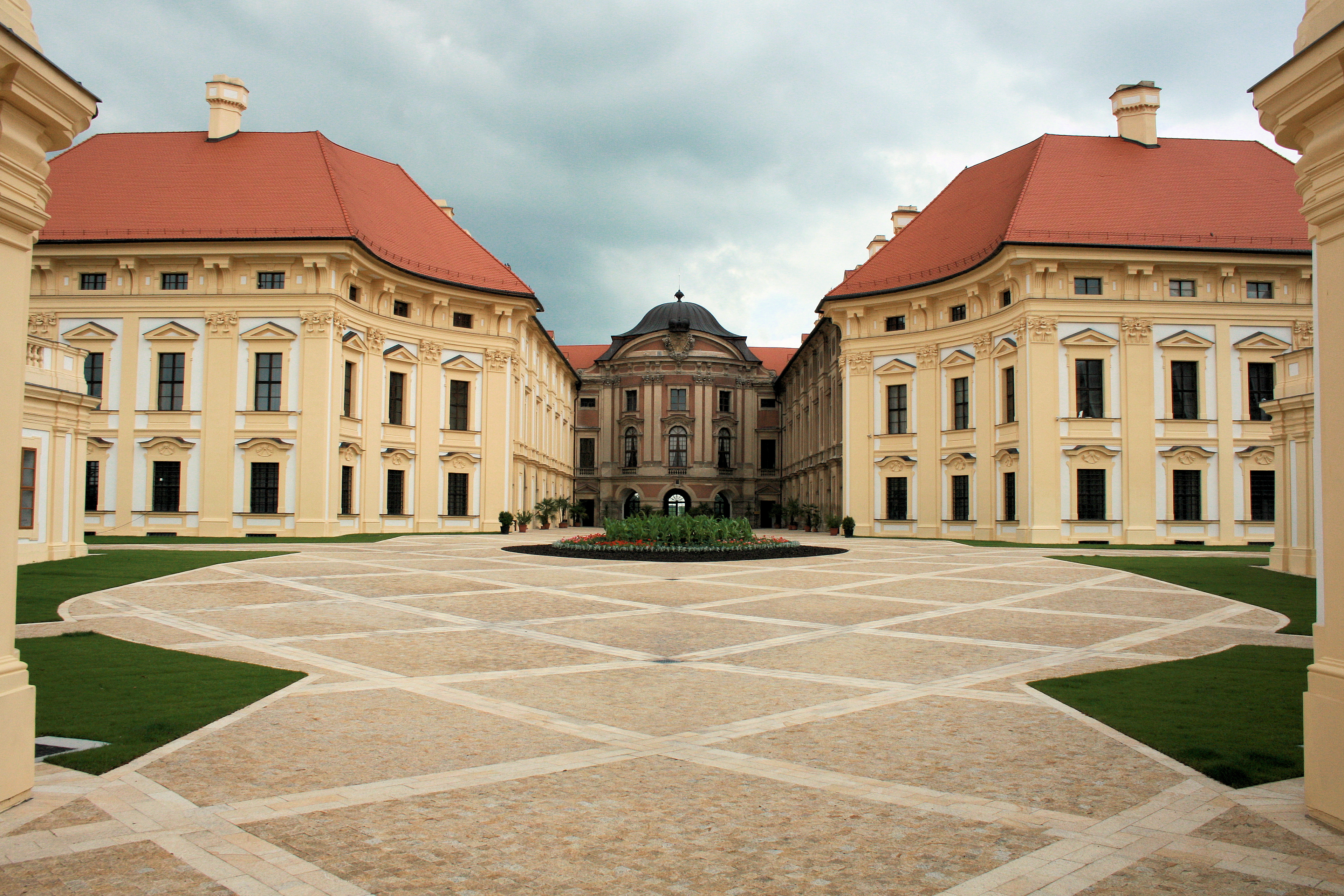
Vista frontal con el patio en forma de U.

El palacio de Slavkov (también conocido como el palacio de Austerlitz) es un palacio de estilo barroco construido en la localidad checa de Slavkov u Brna. El pueblo y el palacio son conocidos principalmente por la batalla de Austerlitz. Está catalogado como monumento cultural de la República Checa.

## Historia
Un primer castillo fue erigido en el sitio por los Caballeros Teutónicos a comienzos del siglo xiii, entonces la sede de una encomienda dentro de su bailiazgo bohemio. A comienzos del siglo xvi pasó a manos de la casa noble morava de Kaunitz (Kounicové), que lo hizo reconstruir en estilo renacentista.
El palacio actual, de 115 habitaciones, fue construido a partir de 1696 según los planos del arquitecto italiano Domenico Martinelli. La conversión finalizó bajo el príncipe Wenzel Anton von Kaunitz-Rietberg más de cincuenta años después. Wenzel Anton contrató al pintor Joseph Pichler para realizar frescos en la capilla y en el salón de ceremonias del castillo. El impresionante jardín de estilo francés modelado en los Jardines de Versalles fue dispuesto en 1774. En el salón de ceremonias (o «Salón Histórico»), de forma ovalada, se firmó un armisticio entre Austria y Francia tras la batalla de Austerlitz el 6 de diciembre de 1805. Allí hay un pequeño museo de historia y una presentación multimedia sobre la batalla.